# Anton Sjoenin
Anton Vladimirovitsj Sjoenin (Russisch: Антон Владимирович Шунин) (Moskou, 27 januari 1987) is een Russisch doelman in het betaald voetbal. Hij stroomde in 2004 door vanuit de jeugd van Dinamo Moskou.

## Clubcarrière
Sjoenin is een jeugdproduct van Dinamo Moskou. Hij debuteerde op 21 april 2007 tegen FK Chimki. Op 17 november 2012 gooiden fans van FK Zenit Sint-Petersburg een vuurwerkbom naar de jonge doelman. Hij werd geraakt in het gezicht, waarop de wedstrijd onmiddellijk werd stopgezet.

## Interlandcarrière
Op 27 augustus 2007 debuteerde Sjoenin in het Russisch elftal tegen Polen. Hij was derde doelman van Rusland op het EK in 2012.
1 Akinfejev ·
2 Anjoekov ·
3 Sjaronov ·
4 Ignasjevitsj ·
5 Zjirkov ·
6 Sjirokov ·
7 Denisov ·
8 Zyrjanov ·
9 Izmailov ·
10 Arsjavin  ·
11 Kerzjakov ·
12 Berezoetski ·
13 Sjoenin ·
14 Pavljoetsjenko ·
15 Kombarov ·
16 Malafejev ·
17 Dzagojev ·
18 Kokorin ·
19 Granat ·
20 Pogrebnjak ·
21 Nababkin ·
22 Gloesjakov ·
23 Semsjov ·
Coach: Advocaat
1 Sjoenin ·
2 Fernandes ·
3 Divejev ·
4 Karavajev ·
5 Semjonov ·
6 Tsjerysjev ·
7 Ozdojev ·
8 Barinov ·
9 Sobolev ·
10 Zabolotni ·
11 Zobnin ·
12 Djoepin ·
13 Koedrjasjov ·
14 Dzjikija ·
15 Mirantsjoek ·
16 Safonov ·
17 Golovin ·
18 Zjirkov ·
19 Zjemaletdinov ·
20 Ionov ·
21 Fomin ·
22 Dzjoeba  ·
23 Koezjajev ·
24 Jevgenjev ·
25 Makarov ·
26 Moechin ·
Coach: Tsjertsjesov